# Österreich-Rundfahrt 2001
L'Österreich-Rundfahrt 2001, cinquantatreesima edizione della corsa, si svolse dall'11 al 17 giugno su un percorso di 1090 km ripartiti in 7 tappe, con partenza da Dornbirn e arrivo a Gröbming. Fu vinto dall'australiano Cadel Evans della Saeco davanti all'austriaco Hans Peter Obwaller e all'italiano Paolo Tiralongo.

## Tappe
| Tappa  | Data      | Percorso                        | km   | Vincitore di tappa | Leader cl. generale |
| ------ | --------- | ------------------------------- | ---- | ------------------ | ------------------- |
| 1ª     | 11 giugno | Dornbirn > Dornbirn             | 141  | Werner Riebenbauer | Werner Riebenbauer  |
| 2ª     | 12 giugno | Dornbirn > Lermoos              | 197  | Christian Wegmann  | Werner Riebenbauer  |
| 3ª     | 13 giugno | Schwaz > Bad Hofgastein         | 173  | Federico Morini    | Werner Riebenbauer  |
| 4ª     | 14 giugno | Bad Gastein > Kitzbühel         | 154  | Cadel Evans        | Cadel Evans         |
| 5ª     | 15 giugno | Kitzbühel > Lienz               | 138  | Ivan Basso         | Cadel Evans         |
| 6ª     | 16 giugno | Lienz > Sankt Michael im Lungau | 154  | Harald Morscher    | Cadel Evans         |
| 7ª     | 17 giugno | Mauterndorf > Gröbming          | 133  | Daniele Nardello   | Cadel Evans         |
| Totale | Totale    | Totale                          | 1090 |                    |                     |

## Dettagli delle tappe

### 1ª tappa
- 11 giugno: Dornbirn > Dornbirn – 141 km

| Pos. | Corridore          | Squadra      | Tempo    |
| ---- | ------------------ | ------------ | -------- |
| 1    | Werner Riebenbauer | Nürnberger   | 3h19'56" |
| 2    | Bernhard Eisel     | Mapei        | s.t.     |
| 3    | Thomas Mühlbacher  | Gerolsteiner | s.t.     |

| Pos. | Corridore          | Squadra      | Tempo    |
| ---- | ------------------ | ------------ | -------- |
| 1    | Werner Riebenbauer | Nürnberger   | 3h19'37" |
| 2    | Bernhard Eisel     | Mapei        | a 9"     |
| 3    | Thomas Mühlbacher  | Gerolsteiner | a 15"    |

### 2ª tappa
- 12 giugno: Dornbirn > Lermoos – 197 km

| Pos. | Corridore            | Squadra | Tempo    |
| ---- | -------------------- | ------- | -------- |
| 1    | Christian Wegmann    | Saeco   | 4h53'05" |
| 2    | Alessandro Bertolini | Alessio | s.t.     |
| 3    | Boštjan Mervar       | Telekom | a 28"    |

| Pos. | Corridore          | Squadra      | Tempo    |
| ---- | ------------------ | ------------ | -------- |
| 1    | Werner Riebenbauer | Nürnberger   | 8h19'59" |
| 2    | Bernhard Eisel     | Mapei        | a 12"    |
| 3    | Thomas Mühlbacher  | Gerolsteiner | a 18"    |

### 3ª tappa
- 13 giugno: Schwaz > Bad Hofgastein – 173 km

| Pos. | Corridore         | Squadra           | Tempo    |
| ---- | ----------------- | ----------------- | -------- |
| 1    | Federico Morini   | Gerolsteiner      | 4h02'31" |
| 2    | Franco Pellizotti | Alessio           | a 3"     |
| 3    | Sasa Sviben       | Stabil Steiermark | s.t.     |

| Pos. | Corridore          | Squadra      | Tempo     |
| ---- | ------------------ | ------------ | --------- |
| 1    | Werner Riebenbauer | Nürnberger   | 12h23'51" |
| 2    | Bernhard Eisel     | Mapei        | a 11"     |
| 3    | Thomas Mühlbacher  | Gerolsteiner | a 18"     |

### 4ª tappa
- 14 giugno: Bad Gastein > Kitzbühel – 154 km

| Pos. | Corridore         | Squadra           | Tempo    |
| ---- | ----------------- | ----------------- | -------- |
| 1    | Cadel Evans       | Saeco             | 3h47'41" |
| 2    | Maurizio Vandelli | Stabil Steiermark | a 25"    |
| 3    | Walter Bonca      | Telekom           | a 33"    |

| Pos. | Corridore           | Squadra           | Tempo     |
| ---- | ------------------- | ----------------- | --------- |
| 1    | Cadel Evans         | Saeco             | 16h11'44" |
| 2    | Hans Peter Obwaller | Stabil Steiermark | a 47"     |
| 3    | Paolo Tiralongo     | Fassa Bortolo     | a 1'22"   |

### 5ª tappa
- 15 giugno: Kitzbühel > Lienz – 138 km

| Pos. | Corridore      | Squadra       | Tempo    |
| ---- | -------------- | ------------- | -------- |
| 1    | Ivan Basso     | Fassa Bortolo | 3h54'44" |
| 2    | Gerrit Glomser | Post Swiss    | a 55"    |
| 3    | Martin Derganc | Telekom       | s.t.     |

| Pos. | Corridore           | Squadra           | Tempo     |
| ---- | ------------------- | ----------------- | --------- |
| 1    | Cadel Evans         | Saeco             | 20h10'06" |
| 2    | Hans Peter Obwaller | Stabil Steiermark | a 47"     |
| 3    | Paolo Tiralongo     | Fassa Bortolo     | a 1'22"   |

### 6ª tappa
- 16 giugno: Lienz > Sankt Michael im Lungau – 154 km

| Pos. | Corridore       | Squadra       | Tempo    |
| ---- | --------------- | ------------- | -------- |
| 1    | Harald Morscher | Nürnberger    | 4h01'34" |
| 2    | Luca Mazzanti   | Fassa Bortolo | s.t.     |
| 3    | Arno Kaspret    |               | s.t.     |

| Pos. | Corridore           | Squadra           | Tempo     |
| ---- | ------------------- | ----------------- | --------- |
| 1    | Cadel Evans         | Saeco             | 20h10'06" |
| 2    | Hans Peter Obwaller | Stabil Steiermark | a 47"     |
| 3    | Paolo Tiralongo     | Fassa Bortolo     | a 1'22"   |

### 7ª tappa
- 17 giugno: Mauterndorf > Gröbming – 133 km

| Pos. | Corridore         | Squadra    | Tempo    |
| ---- | ----------------- | ---------- | -------- |
| 1    | Daniele Nardello  | Mapei      | 2h58'16" |
| 2    | Gerrit Glomser    | Post Swiss | s.t.     |
| 3    | Franco Pellizotti | Alessio    | s.t.     |

| Pos. | Corridore           | Squadra           | Tempo     |
| ---- | ------------------- | ----------------- | --------- |
| 1    | Cadel Evans         | Saeco             | 20h10'06" |
| 2    | Hans Peter Obwaller | Stabil Steiermark | a 47"     |
| 3    | Paolo Tiralongo     | Fassa Bortolo     | a 1'22"   |

## Classifiche finali

### Classifica generale
| Pos. | Corridore             | Squadra                | Tempo     |
| ---- | --------------------- | ---------------------- | --------- |
| 1    | Cadel Evans           | Saeco                  | 20h10'06" |
| 2    | Hans Peter Obwaller   | Stabil Steiermark      | a 47"     |
| 3    | Paolo Tiralongo       | Fassa Bortolo          | a 1'22"   |
| 4    | Thomas Mühlbacher     | Gerolsteiner           | a 1'49"   |
| 5    | Dario David Cioni     | Mapei-Quick Step       | a 1'57"   |
| 6    | Arkadiusz Wojtas      | Team Nürnberger        | a 4'17"   |
| 7    | Boris Premužic        | KRKA-Telekom Slovenije | a 5'37"   |
| 8    | Roland Müller         | Post Swiss Team        | a 7'30"   |
| 9    | Uwe Straumann         | Phonak Hearing Systems | a 8'08"   |
| 10   | Christian Pfannberger |                        | a 10'47"  |